# Kišinjev
Kišinjev, tudi Kišinjov, (moldavsko in romunsko Chișinău, rusko Кишинёв, latinizirano: Kišinjov) je upravno središče in center osrednjih gospodarskih, znanstvenih in kulturnih institucij moldavske republike. 
Mesto leži na robu jugovzhodnega območja osrednje Moldavske planote, ki ima značilnosti stepe. Skozi mesto teče reka Bic, ki je desni pritok Dnestra, pa tudi pritoki Durlesti in Bulbocica. Kišinjev ima 800.100 prebivalcev (2008), skoraj 1 milijon pa skupaj z okolico. Kišinjev je povezan z železnicami in avtocestami z vsemi mesti, kraji in okrožnimi središči in vasmi republike, pa tudi z urbanimi središči v Romuniji, Ukrajini, Bolgariji, Turčiji, Belorusiji, Rusiji in v drugih državah. 
Upravno je mesto razdeljeno na pet okrožij: Center, Botanika, Bujukanj, Riškanj in Čokana. Lokalna upravna enota je mestna občina.

## Geologija
Mesto se nahaja v osrednjem delu geološke jugovzhodne Evrope, katerega osnova je sestavljena iz granitne plošče, ki je na globini približno 1150 m pod morsko gladino. Vrh geološkega dela te strukture predstavljajo sedimentne kamnine iz obdobja paleogena in neogena. Na erozijskih območjih se pojavljajo le gline, pesek in apnenci iz zgornjega kenozoika. Od severa proti jugu mesta potekajo mediosarmatični grebeni. Glinasto-peščene plasti, ki potekajo skozi mesto, so na globini od 2 do 30 m.